# Calappidae
Calappidae là một họ cua chứa 16 chi, trong đó 7 chỉ được gọi là hóa thạch:
- Acanthocarpus Stimpson, 1871
- Calappa Weber, 1795
- † Calappella Rathbun, 1919
- † Calappilia A. Milne-Edwards, 1873
- Calappula Galil, 1997
- Cryptosoma Brullé, 1839
- Cycloes De Haan, 1837
- Cyclozodion Williams & Child, 1989
- Mursia A. G. Desmarest, 1823
- † Mursilata C.-H. Hu & Tao, 1996
- † Mursilia Rathbun, 1918
- † Mursiopsis Ristori, 1889
- Paracyclois Miers, 1886
- Platymera H. Milne Edwards, 1837
- † Stenodromia A. Milne-Edwards, 1873
- † Tutus Collins in Collins, Portell & Donovan, 2009

Hóa thạch trong họ này có thể được tìm thấy trong trầm tích Châu Âu, Hoa Kỳ, Mexico, Trung Mỹ, Úc và Nhật Bản từ Cretaceous đến gần đây (độ tuổi: 66.043 đến 0.0 Ma).